# Condoleezza Rice
Condoleezza "Condi" Rice (sinh ngày 14 tháng 11 năm 1954) là Ngoại trưởng Hoa Kỳ thứ 66. Bà phục vụ trong chính phủ của Tổng thống George W. Bush từ ngày 26 tháng 1 năm 2005 đến ngày 20 tháng 1 năm 2009. Rice là phụ nữ Mỹ gốc Phi đầu tiên, và là người Mỹ gốc Phi thứ hai (sau Colin Powell), bà cũng là người phụ nữ thứ hai (sau Madeleine Albright) phục vụ chính phủ trong chức vụ này.
Trước đó, Rice là Cố vấn An ninh Quốc gia cho Tổng thống Bush trong nhiệm kỳ thứ nhất của ông. Bà là người Mỹ gốc Phi thứ hai (sau Colin Powell), và là phụ nữ đầu tiên đảm nhận chức vụ cố vấn này.
Trước khi là thành viên của chính phủ Bush, Rice là giáo sư môn khoa học chính trị tại Đại học Stanford và được bổ nhiệm vào chức vụ Phó Viện trưởng (Provost) từ 1993 đến 1999.
Ngoài Anh ngữ, Rice có thể nói, với các mức độ thông thạo khác nhau, tiếng Nga, tiếng Đức, tiếng Pháp, và tiếng Tây Ban Nha.
Vào tháng 8 năm 2004, và một lần nữa vào tháng 8 năm 2005, Tạp chí Forbes chọn Rice là người phụ nữ quyền thế nhất thế giới. Đến tháng 9 năm 2006, Rice nhường vị trí đầu cho Thủ tướng Đức, Angela Merkel, để đứng thứ nhì trong danh sách 100 phụ nữ nhiều quyền lực nhất thế giới.

## Thời thơ ấu
Condoleezza Rice sinh ngày 14 tháng 11 năm 1954 tại Birmingham, tiểu bang Alabama, con duy nhất của Mục sư John Wesley Rice, Jr. và Angelena Rice. Cha của bà là mục sư tại Nhà thờ Trưởng Lão Westminster và mẹ là giáo viên dạy các môn khoa học, âm nhạc, và thuật hùng biện. Tên Condoleezza có nguồn gốc từ thuật ngữ âm nhạc con dolcezza (tiếng Ý), nghĩa là "(tấu nhạc) một cách ngọt ngào".
Trong một bài viết trên báo New Yorker, Nicholas Lemann, hiệu trưởng Trường Cao học Báo chí thuộc Đại học Columbia, viết "Birmingham chỉ có một gia đình giàu có đáng kể là nhà Gaston, kinh doanh ngành bảo hiểm. Kế đó là gia đình Alma Powell; cha và chú của Alma Powell là hiệu trưởng hai trường trung học da đen tại thành phố. Cha của Rice, John Wesley Rice, Jr., làm việc cho chú của Alma như là một nhà tư vấn tâm lý. Ông Rice là mục sư, chỉ thuyết giảng vào những ngày cuối tuần; mẹ của Rice, Angelena, là giáo viên". (Alma Powell là vợ của Colin Powell).
Thành phố miền Nam Birmingham, được biết đến với thái độ phân biệt chủng tộc không khoan nhượng của cư dân da trắng, không phải là môi trường tốt cho một cô bé da màu như Rice, cũng không thuận lợi cho các hoạt động của Phong trào Dân quyền của Mục sư Martin Luther King, Jr.. Rice thuật lại, "Tôi đã mất nhiều ngày không thể đến lớp vì những lời đe dọa đặt bom".
Ngay từ khi còn bé, Rice đã học biết cách bước đi tự tin ở nơi công cộng, và chỉ sử các tiện nghi trong nhà thay vì chịu đựng cách đối xử kỳ thị đối với người da màu khi sử dụng các tiện ích trong thành phố. Rice nhận xét về song thân, "ba mẹ tôi không chịu để các hạn chế và bất công trong thời của họ giới hạn chân trời của tôi."
Rice thường nhắc lại những lần cô bị kỳ thị do màu da của mình, trong đó có lần cô bị buộc phải vào phòng chứa đồ tại một cửa hàng bách hóa thay vì được sử dụng một phòng thay đồ bình thường, cô bị ngăn không được vào xem xiếc hay vào công viên giải trí, không được sử dụng phòng khách sạn, và chỉ được dọn những món ăn xoàng xĩnh trong nhà hàng. Cha mẹ của Rice cố giữ con gái tránh xa những nơi cô có thể bị kỳ thị. Mục sư Rice dạy con gái và các học trò của ông rằng người da đen cần phải chứng tỏ mình có thể tiến bộ, và cần phải sống tốt "bội phần hơn" để có thể vượt qua các bất công của chế độ phân biệt chủng tộc. Rice thuật lại, "Ba mẹ tôi là những người có đầu óc chiến lược, tôi được chuẩn bị rất tốt, và tôi làm tốt mọi điều được xã hội da trắng tôn trọng, một cách nào đó tôi được trang bị tốt để đối phó với sự kỳ thị. Tôi có thể đương đầu với xã hội da trắng theo cách của họ." "Ba mẹ cố gắng giải thích cho tôi hiểu, có thể tôi không có được một chiếc bánh Hamburger trong một nhà hàng dành riêng cho người da trắng. Nhưng một ngày nào đó, tôi có thể trở thành Tổng thống Hoa Kỳ." Trong khi cha mẹ của Rice ủng hộ cuộc đấu tranh của Phong trào Dân quyền, họ không chịu để con mình bị nguy hiểm.
Khi Rice lên tám, cô bạn cùng lớp, Denise McNair 11 tuổi, bị giết chết trong một vụ đánh bom mà mục tiêu là Nhà thờ Baptist Đường Mười sáu dành cho người da đen vào ngày 15 tháng 9 năm 1963. Rice kể về thời khắc ấy trong đời bà: "Tôi vẫn nhớ vụ đánh bom vào lớp học Trường Chúa Nhật tại Nhà thờ Baptist Đường Mười sáu ở Birmingham năm 1963. Tôi không nhìn thấy, nhưng tôi nghe và cảm nhận được nó, chỉ vài khu phố cách ngôi nhà thờ của ba tôi. Đó là âm thanh mà tôi không bao giờ quên được, sẽ còn vang vọng mãi trong tai tôi. Quả bom cướp mạng sống của bốn bé gái, trong đó có người bạn vẫn thường vui đùa với tôi, Denise McNair. Tội ác này được tính toán để hút cạn niềm hi vọng của bọn trẻ, và chôn vùi mọi ước mơ của chúng. Nhưng sự sợ hãi không lan rộng, bọn khủng bố đã thất bại." Khi kể về đám tang của các bạn mình, Rice nói, "Hơn mọi điều gì khác, tôi vẫn nhớ đến những chiếc quan tài, những chiếc quan tài nhỏ. Và cái cảm giác Birmingham không phải là nơi chốn bình an để sống".
Rice thuật lại rằng những năm tháng lớn lên trong thời kỳ phân biệt chủng tộc dạy bà lòng quyết tâm đương đầu với nghịch cảnh, và học biết cần phải sống tốt bội phần hơn người da trắng. Sự kỳ thị cũng hun đúc lập trường của bà về quyền tự trang bị vũ khí; Rice nhận xét trong một cuộc phỏng vấn, nếu thời đó người dân bị buộc phải đăng ký súng, thì người ta đã tịch thu vũ khí của cha bà, và gia đình bà vô phương tự vệ trước những nhóm Ku Klux Klan bạo hành trong đêm.
Năm 1967, gia đình của Rice dời đến Denver khi cha của cô nhận một vị trí quản trị tại Đại học Denver.

## Học vấn

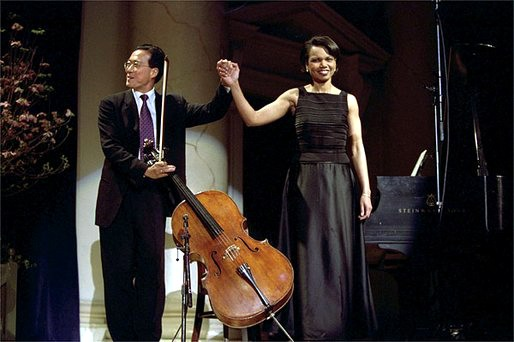
Yo-yo Ma và Condoleezza Rice.

Từ lúc lên ba, Rice đã bắt đầu học tiếng Pháp, âm nhạc, trượt băng nghệ thuật và vũ ballet. Đến khi 15 tuổi, Rice bắt đầu tham gia các lớp học nhạc với mục tiêu trở thành một nghệ sĩ dương cầm cho các buổi hòa nhạc. Nhưng kế hoạch này bị thay đổi khi Rice nhận ra rằng tài năng âm nhạc của cô không đủ để nuôi sống bản thân. Dù Rice không phải là một nghệ sĩ dương cầm chuyên nghiệp, cô vẫn thường thực hành với các nhóm nhạc. Rice đã sử dụng kỹ năng của mình để đệm dương cầm cho nghệ sĩ cello Yo-Yo Ma trong một nhạc phẩm của Brahms Violin Sonata in D Minor, trình diễn tại Constitution Hall trong tháng 4 năm 2002 nhân lễ trao Giải Huy chương Nghệ thuật Quốc gia (National Medal of Arts).
Sau khi học dương cầm tại trại âm nhạc Aspen, Rice ghi danh vào Đại học Denver, nơi cha cô đảm nhiệm công việc của một phụ tá hiệu trưởng, đồng thời dạy một lớp gọi là "Kinh nghiệm Da đen tại Hoa Kỳ". Rice tham dự một lớp học về chính trị quốc tế được giảng dạy bởi Josef Korbel, cha của cựu Ngoại trưởng Hoa Kỳ Madeleine Albright. Kinh nghiệm này giúp kích hoạt trong cô lòng ham thích nghiên cứu về Liên bang Xô viết, tiểu bang giao quốc tế, và khiến cô gọi Korbel là "một trong những nhân vật trung tâm trong cuộc đời tôi".
Korbel từ trần năm 1977, không kịp nhìn thấy hai người phụ nữ mà ông ưu ái lần lượt trở thành Bộ trưởng Ngoại giao thứ 64 và thứ 66 của Hiệp Chúng Quốc Hoa Kỳ.
Năm 1974, ở tuổi 19, Rice nhận văn bằng cử nhân chuyên ngành khoa học chính trị tại Đại học Denver. Rice nhận học vị thạc sĩ năm 1975 tại Đại học Notre Dame. Trước tiên, Rice làm việc tại bộ Ngoại giao vào năm 1977, trong nhiệm kỳ của chính phủ Jimmy Carter, như là một thực tập sinh nội trú tại văn phòng văn hoá giáo dục. Năm 1981, 26 tuổi, Rice tốt nghiệp Trường Quan hệ quốc tế thuộc Đại học Denver với học vị tiến sĩ. Luận án tiến sĩ và các nghiên cứu ban đầu của Rice đều tập chú vào chính sách quân sự và nền chính trị Tiệp Khắc.
Giống phần lớn những người Mỹ gốc Phi tại Hoa Kỳ, Rice đăng ký cho đảng Dân chủ mãi đến năm 1984, khi bà thay đổi chính kiến và quay sang đảng Cộng hòa. Rice thuật lại rằng, tại diễn đàn Đại hội Đảng Dân chủ năm 1984, người ta nói về "phụ nữ, những người thuộc các chủng tộc thiểu số, và người nghèo" thật sự là "những con người tuyệt vọng và đáng thương", Rice nói, "tôi quyết định thà làm một người bị bỏ quên hơn là một người bị thương hại".

## Dạy học
Rice nhận làm phụ tá giáo sư môn khoa học chính trị tại Đại học Stanford (1981-1987), phó giáo sư (1987-1993), giáo sư môn khoa học chính trị (1993–tháng 7 năm 2000). Rice là chuyên gia về Liên bang Xô viết. Vào thời ấy, bà được xem là một người bảo thủ ôn hòa. Nhưng bà đã biết cách giữ quan điểm chính trị của mình tách rời khỏi học thuật. Rice cũng là một người say sưa đọc Tolstoy và Dostoyevsky, và có lần đã nói với một người bạn là thế giới quan của bà gần gũi với Dostoyevsky hơn. Bà là người trầm tĩnh, trí tuệ, thân thiện, cư xử đúng mực và luôn được sinh viên yêu quý. Họ thấy bà thường xuyên đến phòng tập thể dục. Từ năm 1993 đến 1999, bà phục vụ với cương vị phó viện trưởng (provost) phụ trách ngân quỹ và học vụ của Đại học Stanford.
Rice là tác giả và đồng tác giả của một số tác phẩm, trong đó có: Nước Đức thống nhất và Âu châu thay đổi (1995), Kỷ nguyên Gorbachev (1986) và Sự trung thành không chắc chắn: Liên bang Xô viết và quân đội Tiệp Khắc (1984).

## Tham chính
Năm 1986, Rice đảm nhiệm chức vụ phụ tá đặc biệt cho giám đốc Hội đồng Tham mưu Liên quân. Từ năm 1989 đến tháng 3 năm 1991 (giai đoạn chứng kiến bức tường Berlin sụp đổ và những ngày cuối cùng của Liên bang Xô viết), Rice phục vụ trong chính phủ George H. W. Bush với cương vị giám đốc, rồi tổng giám đốc Vụ Xô viết và Đông Âu thuộc Hội đồng An ninh Quốc gia, và là phụ tá đặc biệt cho tổng thống về các vấn đề an ninh quốc gia. Trong cương vị này, Rice giúp phát triển chính sách của ngoại trưởng James Baker theo hướng ủng hộ tiến trình thống nhất nước Đức. Rice tạo được ấn tượng tốt đối với tổng thống Bush đến nỗi có lần ông giới thiệu Rice với nhà lãnh đạo Xô viết Mikhail Sergeyevich Gorbachov như là một trong những người "bảo cho tôi biết mọi điều về Liên bang Xô viết".
Năm 1989, khi phụ trách Vụ Xô viết và Đông Âu, Rice được phép báo cáo trực tiếp với Cố vấn An ninh Quốc gia Brent Scowcroft, người đã gặp Rice mười hai năm trước trong một bữa ăn tối tại Standford, và bị thuyết phục bởi kiến thức và sự tự tin của bà. Khi được tổng thống tân cử George H. W. Bush mời trở về làm việc trong cương vị Cố vấn An ninh Quốc gia, tên của Rice có trong danh sách những người đầu tiên được Scowcroft chọn đến làm việc cho Hội đồng An ninh Quốc gia. Chẳng bao lâu sau đó, Rice thiết lập được mối quan hệ thân tình với gia đình Bush.
Năm 1990, bà trở thành cố vấn trưởng cho George H. W. Bush về Liên bang Xô viết.
Suốt trong chiến dịch tranh cử tổng thống năm 2000 của Georg W. Bush, Rice xin nghỉ phép một năm tại Đại học Stanford để dành thời gian làm việc với Bush trong cương vị cố vấn về chính sách ngoại giao. Rice đọc bài diễn văn then chốt tại Đại hội Toàn quốc Đảng Cộng hòa năm 2000, bà nhấn mạnh, "...Lực lượng vũ trang của Mỹ không phải là cảnh sát toàn cầu, mà là dịch vụ khẩn cấp 911 cho thế giới."

## Cố vấn An ninh Quốc gia
Tháng 12 năm 2000, Rice từ nhiệm khỏi Stanford để đảm nhiệm chức vụ Cố vấn An ninh Quốc gia. Bà là phụ nữ đầu tiên được bổ nhiệm vào vị trí này. Rice được đặt cho biệt danh "Công chúa Chiến binh" do bà sở hữu hệ thần kinh thép bên trong phong cách dịu dàng.

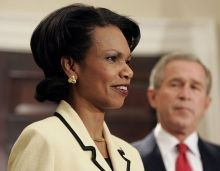
Condoleezza Rice và Tổng thống Hoa Kỳ George W. Bush.

Rice ở trong số những người ủng hộ Chiến tranh Iraq mạnh mẽ nhất.
Tháng 3 năm 2004, Rice từ chối ra làm chứng trước ủy ban 9/11. Toà Bạch ốc viện dẫn đặc quyền hành pháp trong nội dung của nguyên tắc tam quyền phân lập để bác bỏ các yêu cầu đòi Rice ra làm chứng. Về sau, Bush đồng ý để Rice ra làm chứng, miễn là điều này không được xem như là một tiền lệ buộc nhân viên của tổng thống phải ra làm chứng trước quốc hội khi được yêu cầu. Cuối cùng, việc Rice ra làm chứng trước uỷ ban 9/11 là giải pháp ổn thoả vì bà không thật sự ra trước quốc hội. Rice là Cố vấn an ninh quốc gia đương nhiệm đầu tiên phải ra làm chứng về các vấn đề chính sách.
Tiến tới cuộc bầu cử tổng thống năm 2004, Rice là cố vấn an ninh quốc gia đầu tiên vận động cho một tổng thống đương chức. Dùng cơ hội này để bày tỏ quan điểm của mình, Rice cho rằng chính quyền Saddam góp phần tạo điều kiện cho các cuộc tấn công khủng bố như vụ 9/11.

## Bộ trưởng Ngoại giao
Ngày 16 tháng 11 năm 2004, Bush đề cử Rice nhận chức Bộ trưởng Ngoại giao thế chỗ của Powell, người vừa tuyên bố từ chức. Bush cũng bổ nhiệm phụ tá của Rice, Stephen Hadley, vào chức vụ cố vấn an ninh quốc gia thay thế Rice.

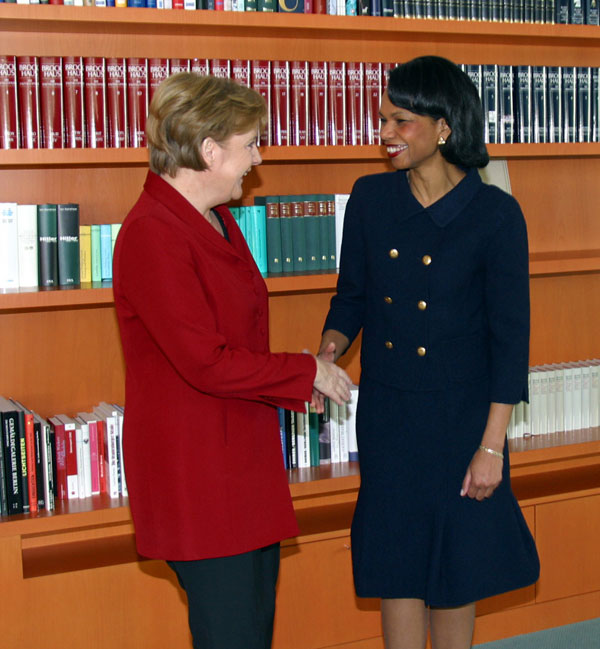
Condoleezza Rice gặp Thủ tướng Đức Angela Merkel.

Ngày 19 tháng 1 năm 2005, ủy ban ngoại giao thượng viện biểu quyết 16–2 phiếu trình quốc hội phê chuẩn sự đề cử, hai phiếu chống là của John Kerry và Barbara Boxer thuộc đảng Dân chủ. Ngày 26 tháng 1 năm 2005, thượng viện phê chuẩn với 85–13 phiếu. Số phiếu chống cao nhất trong một lần biểu quyết phê chuẩn bộ trưởng ngoại giao kể từ năm 1825. Các thượng nghị sĩ bỏ phiếu chống nhằm đòi hỏi "Tiến sĩ Rice và chính phủ Bush phải chịu trách nhiệm về những thất bại của họ tại Iraq và trong cuộc chiến chống khủng bố." Tất cả phiếu chống đều đến từ các thượng nghị sĩ Dân chủ hay độc lập.
Người ta cho rằng Bush và Rice có mối quan hệ rất thân tình. Họ gặp nhau trong thập niên 1990 sau khi Rice làm việc cho cựu Tổng thống George H. W. Bush trong cương vị của một cố vấn hàng đầu về Liên Xô và Đông Âu. Cả hai cùng chia sẻ với nhau niềm đam mê dành cho thể thao, thể hình và niềm tin tôn giáo, từ đó tạo dựng một tình bạn thân thiết. Một số nhà phân tích tin rằng đó là mối quan hệ gần gũi nhất giữa một tổng thống và một bộ trưởng ngoại giao nếu không kể một mối giao hảo tương tự giữa Tổng thống Richard Nixon và Bộ trưởng Ngoại giao Henry Kissinger vào đầu thập niên 1970.
Ngày 30 tháng 10 năm 2005, Rice trở về quê nhà, tiểu bang Alabama, để tham dự lễ tưởng niệm Rosa Parks, người từng là nhân tố kích hoạt Phong trào Dân quyền Mỹ. Rice nói rằng bà cùng những người lớn lên ở Alabama trong giai đoạn hoạt động tích cực của Parks có thể không nhận biết ảnh hưởng của Parks trên cuộc đời mình, "nhưng tôi có thể nói rằng nếu không có bà Parks, có lẽ tôi không thể có mặt tại đây với tư cách là một bộ trưởng ngoại giao".

### Cải tổ Bộ Ngoại giao
Sau khi nhậm chức vào tháng 1 năm 2005, Rice bắt tay cải tổ và tái cấu trúc toàn bộ guồng máy của bộ ngoại giao, nhắm vào mục tiêu "làm việc với nhiều đối tác của chúng ta trên khắp thế giới...cùng xây dựng và củng cố những thể chế dân chủ đang điều hành tốt đất nước, đáp ứng các nhu cầu của người dân và theo đuổi những đối sách có tính xây dựng trên bình diện quốc tế".
Kế hoạch cải tổ của Rice dựa trên năm yếu tố nền tảng:
- Tái bố trí các nhà ngoại giao: chỉ gởi họ đến những nơi nào thật sự cần đến họ.
- Yêu cầu các viên chức ngoại giao phải đến phục vụ tại những "địa điểm khó khăn" nhằm thu đạt kiến thức cần thiết ít nhất về hai khu vực, và thông thạo ít nhất hai ngoại ngữ.
- Tập chú vào những giải pháp cấp vùng cho các vấn đề khủng bố, buôn bán ma tuý và tật bệnh.
- Cung cấp sự hỗ trợ của Hoa Kỳ cho các quốc gia khác, trên căn bản hợp tác song phương, nhằm giúp các nước này cải thiện hạ tầng cơ sở và giảm thiểu sự phụ thuộc vào nước ngoài.
- Thiết lập một chức danh cao cấp, giám đốc hỗ trợ hải ngoại, chịu trách nhiệm về viện trợ nước ngoài, thống nhất về mặt quản lý các chương trình viện trợ.

Rice nói rằng các cải tổ trên là cần thiết để giúp "duy trì an ninh, chống nạn nghèo đói, và tiến hành các cải cách dân chủ" ở các quốc gia này, và giúp cải thiện hệ thống pháp lý, kinh tế, y tế và giáo dục ở hải ngoại.
Suốt trong thời gian tiến hành kế hoạch cải tổ, được công bố tại Đại học Georgetown ngày 18 tháng 1 năm 2006, Rice nêu rõ sự mất cân đối giữa con số nhân viên ngoại giao của Hoa Kỳ với dân số tại các quốc gia họ đang phục vụ. Rice dẫn chứng, "Số nhân viên ngoại giao của chúng ta tại Đức, quốc gia có 82 triệu dân, ngang bằng với con số nhân viên chúng ta đang có ở Ấn Độ, mà dân số nước này là một tỉ". Bà nhận xét rằng nhiều nhân viên ngoại giao làm việc tại những nơi có điều kiện tốt, như Âu châu, cần được điều chuyển đến những nước như Trung Quốc, Brazil, Ai Cập, Nigeria, Indonesia, Nam Phi và Liban, những nơi đó, theo lời bà, là "tuyến đầu trên mặt trận ngoại giao của chúng ta".
Rice cũng yêu cầu tất cả nhân viên ngoại giao Mỹ phải có thời gian phục vụ tại "những tiền đồn gian khổ", đối diện với "những thách thức trong công việc" tại "những quốc gia bất ổn như Iraq, Afghanistan, Sudan và Angola". Rice nhấn mạnh rằng điều này sẽ giúp cải thiện hệ thống pháp lý, kinh tế, chăm sóc sức khoẻ và giáo dục tại các nước ấy. 

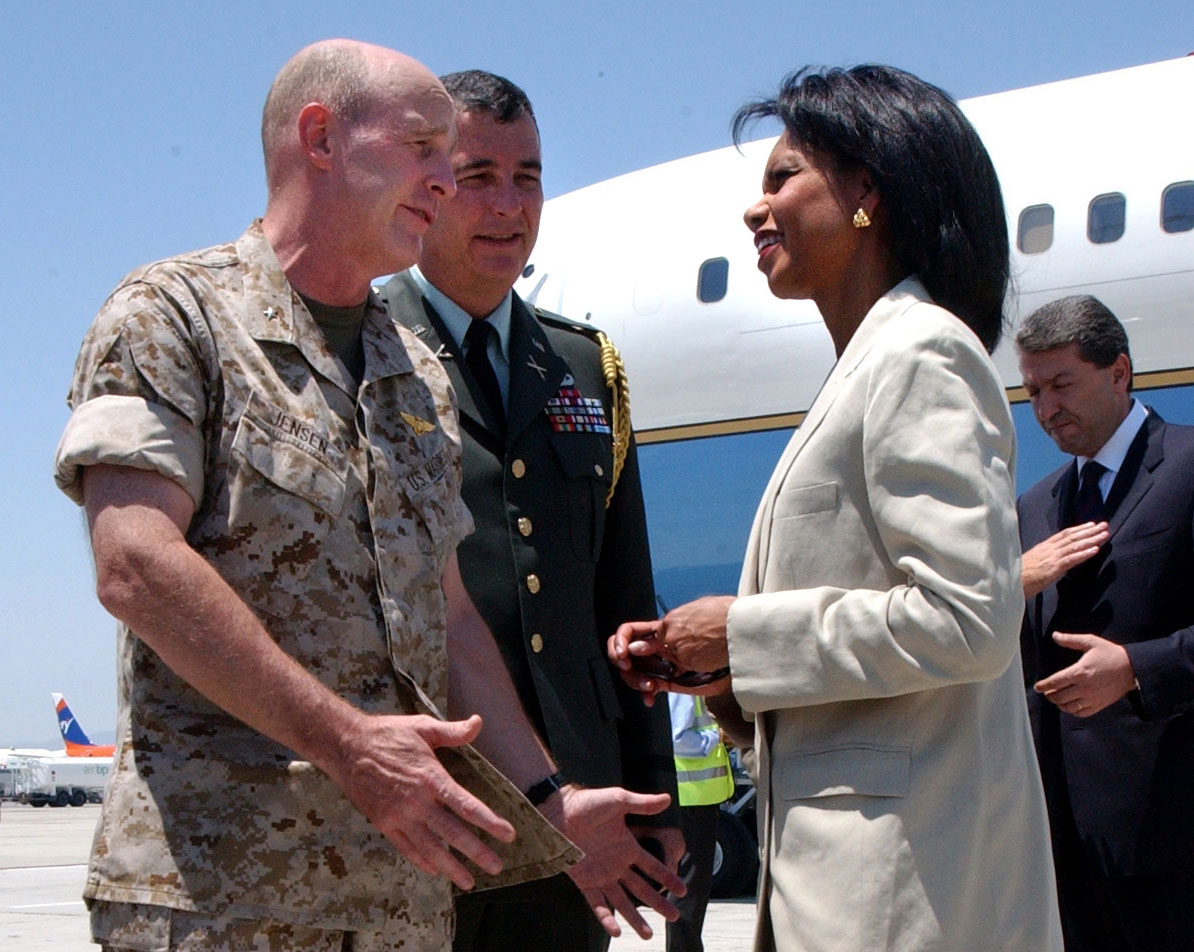
Condi Rice nói chuyện với binh sĩ Thủy quân Lục chiến Mỹ tại Cộng hòa Síp].

Trong bài diễn văn của mình, Rice nhấn mạnh đến tính thiết yếu của việc tìm kiếm các giải pháp riêng cho các vấn đề của khu vực, hơn là dựa vào một đáp án duy nhất áp dụng cho mọi tình thế. Rice cũng nêu rõ sự cần thiết phải tìm kiếm các giải pháp xuyên quốc gia, cho rằng "trong thế kỷ XXI, các khu vực địa lý ngày càng trở nên đồng nhất trong phương diện kinh tế, chính trị và văn hóa. Điều này tạo ra những cơ hội mới nhưng cũng đem đến nhiều thách thức mới, đặc biệt là những hiểm họa xuyên quốc gia như khủng bố, buôn bán vũ khí, buôn bán và vận chuyển ma tuý, và bệnh tật".
Một khía cạnh khác cần được quan tâm khi thiết lập các giải pháp cấp vùng là tính sẵn sàng của các đội "phản ứng nhanh" hầu có thể giải quyết các vấn đề như bệnh tật, thay vì phải chờ đợi chuyên gia được gởi đến từ toà đại sứ như trước đây. Điều này có nghĩa là các nhà ngoại giao phải rời bỏ văn phòng và nỗ lực nhiều hơn nhằm "địa phương hoá" các hoạt động ngoại giao tại nước ngoài. Bà bộ trưởng yêu cầu các nhà ngoại giao phải đến những "trung tâm dân cư mới đang bùng nổ" và đi nhiều hơn để trở nên quen thuộc với người dân địa phương và những vấn nạn của họ.
Cuối cùng, Rice công bố kế hoạch tái cấu trúc cơ quan hỗ trợ hải ngoại của Hoa Kỳ, trong đó bà đề cử Randall L. Tobias vào vị trí đứng đầu Cơ quan Phát triển Quốc tế Hoa Kỳ (USAID). Tobias, hàm thứ trưởng, sẽ tập chú vào các nỗ lực giúp đỡ các nước khác và thống nhất các hoạt động viện trợ riêng lẻ. Các viên chức bộ ngoại giao miêu tả động thái này là để "bảo đảm các khoản chi tiêu ở hải ngoại tập trung hơn và hiệu quả hơn".
Rice nói rằng những sáng kiến này là cần thiết để thích ứng với thời kỳ hết sức đặc biệt hiện nay. Bà so sánh chúng với những sáng kiến lịch sử được đưa ra ngay sau Chiến tranh thế giới thứ hai mà bà cho rằng đã giúp ổn định Âu châu cho đến ngày nay. Rice tin rằng kế hoạch cải tổ của bà không chỉ ảnh hưởng đến chính phủ các nước mà còn giúp thay đổi cuộc sống của người dân thông qua những biện pháp hữu hiệu nhằm giải quyết các vấn đề như AIDS, giáo dục cho phụ nữ, và chủ nghĩa bạo lực cực đoan.

### Công du

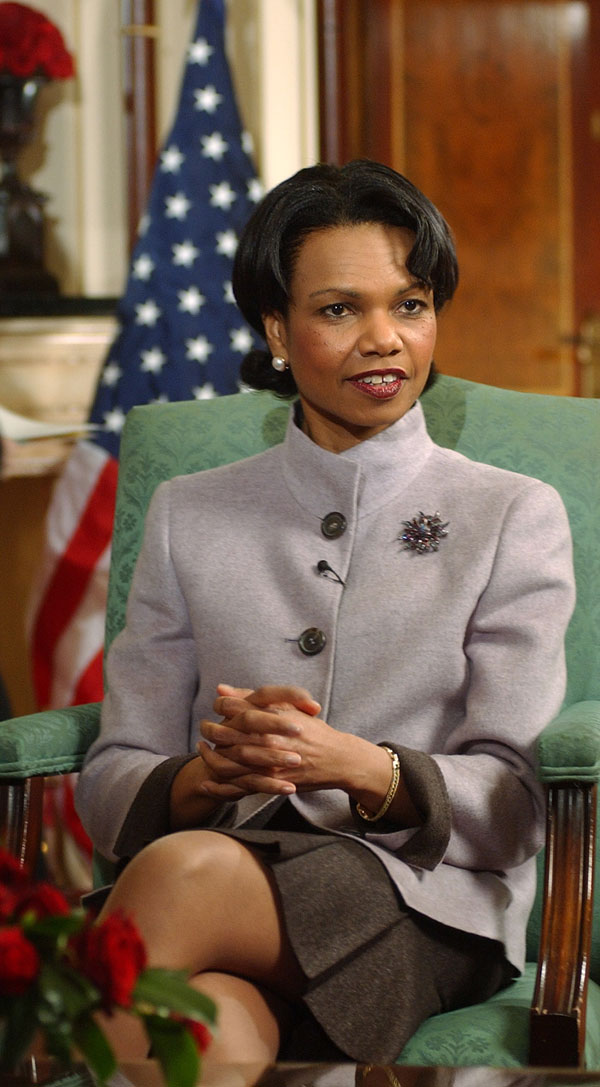
Condoleezza Rice trong một cuộc phỏng vấn trên ITV ở Luân Đôn (2005)

Trong cương vị bộ trưởng ngoại giao, Rice đã du hành hàng trăm ngàn dặm để đến thăm gần 70 quốc gia. Ngay trong năm đầu tiên Rice đã trải qua nhiều dặm đường hơn người tiền nhiệm của mình, Colin Powell, đã đi trong năm năm tại chức.
Tháng 2 năm 2005, Rice bắt đầu chuyến viếng thăm mở rộng đến Âu châu và Trung Đông lần đầu tiên trên cương vị bộ trưởng ngoại giao. Bà đến thăm Đức, Anh, Ba Lan, Thổ Nhĩ Kỳ, Israel, Palestine, Ý, Pháp, Bỉ và Luxembourg.
Tháng 4 năm 2005, Rice đến Nga để hội kiến với tổng thống Vladimir Putin, viếng thăm một đất nước mà bà đã hiểu biết về nó với tư cách là một chuyên gia trong thời gian dạy đại học, cũng như trong thời gian phục vụ tại hội đồng an ninh quốc gia. Trên máy bay, Rice đã có nhận xét với các phóng viên: "Có những diễn biến không tích cực về mặt dân chủ", nhưng bà tiếp "Mặc dù có một số diễn biến tiêu cực, tôi nghĩ rằng đã có nhiều tiến bộ đáng kể trong lĩnh vực tự do cá nhân tại Nga, và đó là điều quan trọng." Khi gặp riêng Putin, Rice nói "Chúng tôi xem nước Nga là đối tác trong nỗ lực giải quyết các vấn đề cấp vùng, như Balkans hay Trung Đông."
Trong một chương trình phỏng vấn của đài phát thanh Echo Moscow, khả năng nói tiếng Nga của Rice bị thử thách khi được hỏi về những dự định liên quan đến khả năng tranh cử tổng thống. Một nữ sinh hỏi, "Một ngày nào đó bà sẽ ra tranh cử tổng thổng?" Rice trả lời "Tổng thống, da, da" trước khi vội vàng nói "nyet, nyet, nyet." Khi một cô gái Nga hỏi làm thế nào để trở nên giống như bà, Rice trả lời bằng tiếng Anh, "Tôi không muốn nói về mình."
Ngày 15 tháng 8 năm 2008, một tuần sau khi hàng ngàn lính Nga tiến vào Nam Ossetia và phần còn lại của Gruzia, bà Rice rời Pháp để sang Gruzia với hy vọng sẽ thúc đẩy được việc thi hành thỏa thuận ngưng bắn do Tổng thống Pháp Nicolas Sarkozy làm trung gian. "Đã đến lúc cuộc khủng hoảng này phải chấm dứt," bà Rice nói ngày 14 tháng 8 sau khi gặp ông Sarkozy ở miền Nam nước Pháp. Bà kêu gọi Moskva và Tbilisi hãy ký kết thỏa thuận ngưng bắn ngay lập tức.
Sau khi Nga chính thức công nhận những lãnh thổ đã ly khai khỏi Gruzia, ngày 26 tháng 8 năm 2008, Ngoại trưởng Rice nói quyết định công nhận nền độc lập của hai vùng ly khai ở Gruzia là điều "vô cùng đáng tiếc." Bà nói Hoa Kỳ coi Abkhazia và Nam Ossetia như nằm trong "những đường biên giới đã được quốc tế thừa nhận của Gruzia" và sẽ sử dụng quyền phủ quyết tại Hội đồng Bảo an Liên Hợp Quốc để ngăn chặn bất cứ cố gắng nào của Nga nhằm thay đổi quy chế của những vùng đó. Anh, Đức và Pháp cũng chỉ trích quyết định của Nga.

## Tiền đồ

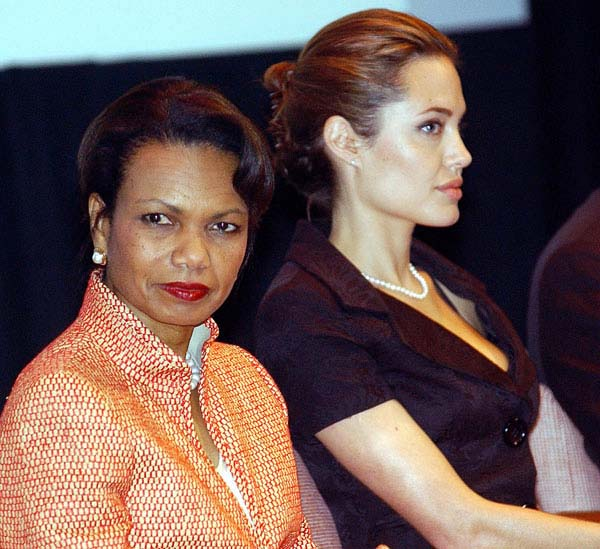
Condoleezza Rice với Angelina Jolie.

Rice đã leo đến đỉnh cao sự nghiệp chính trị mà một phụ nữ có thể đạt được trong lịch sử Hoa Kỳ, và là nữ chính khách người Mỹ gốc Phi có thế lực nhất. Hệ quả là nhiều người ủng hộ bà đang xem xét khả năng trong tương lai, bà có thể là ứng cử viên phó tổng thống hoặc tổng thống.
Sau cuộc tuyển cử năm 2004, người ta nói đến cuộc bẩu cử tổng thống năm 2008 như là một cơ hội cho Rice. Nhà tư vấn chính trị Dick Morris, từng làm việc cho Bill Clinton, ủng hộ Rice cho ghế tổng thống. "Nước Mỹ cho Tiến sĩ Rice" là một nhóm độc lập ủng hộ Rice cho cuộc chạy đua vào Toà Bạch Ốc năm 2008.
Về phần mình, Rice tuyên bố không có ý định, cũng không quan tâm đến việc ra tranh cử tổng thống. Ngày 21 tháng 4 năm 2005, khi được phỏng vấn bởi chương trình phát thanh Echo Moscow, Rice cho rằng bà đã nhầm lẫn trả lời "da" (nghĩa là có) khi được hỏi về dự định ra tranh cử tổng thống năm 2008.
Tháng 5 năm 2005, một vài phụ tá của Rice nói rằng bà có quan tâm đến cuộc chạy đua cho chức tổng thống, nhưng chỉ trên đề cương mà thôi. Nhiều người xem Rice là đối thủ trong tương lai của Hillary Clinton trong cuộc tuyển cử năm 2008, đó cũng là chủ đề của một quyển sách sẽ xuất bản vào tháng 10 năm 2005 của Morris và Eileen McGan, Condi đối đầu với Hillary: Cuộc đua lớn sắp diễn ra.
Có những nhân vật tiếng tăm trong chính trường như Đệ Nhất Phu nhân Laura Bush, cựu phát ngôn nhân Toà Bạch Ốc Scott Mc Clellan, cùng những nhà lãnh đạo như Tổng thống Nga Vladimir Putin và Thủ tướng Úc John Howard đã lên tiếng ủng hộ. Có lẽ Laura Bush là người cổ vũ mạnh mẽ nhất. Ngày 17 tháng 1 năm 2006, trong một cuộc phỏng vấn của CNN, Laura đã ám chỉ Rice khi được hỏi về khả năng nước Mỹ sắp có một nữ tổng thống, "Tôi muốn bà ấy ra tranh cử. Bà ấy thật tuỵệt vời". Trong một cuộc phỏng vấn khác của CNN trong chương trình Larry King Live ngày 24 tháng 3 năm 2006, Bà Bush nhận xét rằng Tiến sĩ Rice sẽ là một "tổng thống xuất sắc", và mong muốn người dân Mỹ sẽ "yêu cầu Rice ra tranh cử".

## Chuyện bên lề
- Trong một vài lần được phỏng vấn, Rice nói rằng ước nguyện của bà là được làm uỷ viên Liên đoàn bóng bầu dục quốc gia.
- Rice thích đi mua sắm: Vào một ngày Chủ nhật, bạn đừng ngạc nhiên nếu bắt gặp tôi đang có mặt tại một trong các trung tâm mua sắm ở Washington, D.C.
- Rice có thể ngủ bất cứ lúc nào, bất cứ nơi đâu, ngay cả khi đang ngồi trên trực thăng bay ngang qua dải Gaza.
- Rice đang sống độc thân. Nhưng đã có lần nhắc đến tổng thống Bush như là "chồng" của bà trong một dạ tiệc tại Washington, D.C., trước khi bà vội vàng cải chính.
- Rice đã đệm dương cầm cho danh cầm cello Yo Yo Ma trong bài Sonata cung Re thứ viết cho vĩ cầm tại Constitution Hall vào tháng 4 năm 2002.
- Rice bắt đầu học nhạc khi mới lên ba.
- Rice cao 5′6″ (168 cm).

### Tổng quan
- Rice, Condoleezza with Zelikow, Philip D. Germany Unified and Europe Transformed: A Study in Statecraft. Harvard University Press. hardcover (1995), 520 pages, ISBN 0-674-35324-2; trade paperback, 1997, 520 pages, ISBN 0-674-35325-0.
- Rice, Condoleezza & Dallin, Alexander (eds.) (1986). The Gorbachev Era. Stanford Alumni Association, trade paperback (1986), ISBN 0-916318-18-4; Garland Publishing, Incorporated, hardcover (1992), 376 pages, ISBN 0-8153-0571-0.
- Rice, Condoleezza (1984). Uncertain Allegiance: The Soviet Union and the Czechoslovak Army. Princeton University Press. ISBN 0-691-06921-2
- Rice, Condoleezza, "Campaign 2000: Promoting the national interest" in Foreign Affairs, 2000. Campaign 2000: Promoting the National Interest | Foreign Affairs Lưu trữ ngày 14 tháng 2 năm 2008 tại Wayback Machine

### Nghiên cứu học thuật
- John P. Burke; "Condoleezza Rice as NSC Advisor A Case Study of the Honest Broker Role" Presidential Studies Quarterly v 35 #3 pp 554+.
- James Mann. Rise of the Vulcans: The History of Bush's War Cabinet (2004)

### Ấn phẩm
- Felix, Antonia (2002). Condi: The Condoleezza Rice Story. Newmarket Press. ISBN 1-55704-539-9
- Kettmann, Steve. Bush's Secret Weapon Lưu trữ ngày 4 tháng 2 năm 2004 tại Wayback Machine. Salon.com.
- Ditchfield, Christin (2003). Condoleezza Rice: National Security Advisor (Great Life Stories) middle school audience Franklin Watts ISBN 0-531-12307-3
- Wade, Linda R. (2002). Condoleezza Rice: A Real-Life Reader Biography (Real-Life Reader Biography) Mitchell Lane Publishers ISBN 1-58415-145-5, middle school audience
- Ryan, Bernard, Jr. (2003). Condoleezza Rice: National Security Advisor and Musician (Ferguson Career Biographies) Facts on File ISBN 0-8160-5480-0
- Wade, Mary Dodson (2003). Condoleezza Rice: Being The Best Millbrook Press Lerner Books ISBN 0-7613-1927-1, middle school audience
- Morris, Dick with Eileen McGann. (2005) Condi vs. Hillary: The Next Great Presidential Race Regan Books Lưu trữ ngày 5 tháng 12 năm 2005 tại Wayback Machine ISBN 0-06-083913-9
- Cunningham, Kevin (2005). Condoleezza Rice: U.S. Secretary Of State (Journey to Freedom) Child's World ISBN 1-59296-231-9